# La trovatella di Milano
La trovatella di Milano è un film del 1956 diretto da Giorgio Capitani, tratto dall'omonimo romanzo di Carolina Invernizio.

## Trama
Il film narra una storia d'amore ambientata a Milano durante le Cinque giornate del 1848.

## Produzione
La pellicola è ascrivibile al filone melodrammatico-sentimentale, popolarmente detto strappalacrime (in seguito ribattezzato dalla critica con il termine neorealismo d'appendice), allora in voga tra il pubblico italiano.

## Accoglienza
La pellicola incassò 146.000.000 di lire dell'epoca.